# Receptor metabotrópico de glutamato 2
O receptor metabotrópico de glutamato 2 (mGlu2) é uma proteína que em seres humanos é codificada pelo gene GRM2.  Os receptores metabotrópicos de glutamato são uma família de receptores acoplados à proteína G.